# Tunnel of Love (singolo Bruce Springsteen)
Tunnel of Love è il secondo singolo estratto da Tunnel of Love, l'eponimo ottavo album in studio del cantautore statunitense Bruce Springsteen. È stato pubblicato nell'ottobre del 1987, arrivando alla posizione numero 9 della Billboard Hot 100. Come il precedente singolo estratto dall'album, Brilliant Disguise, Tunnel of Love ha raggiunto il primo posto della Mainstream Rock Songs. La canzone ha tuttavia avuto meno successo commerciale in altri paesi. È stato eletto miglior singolo dell'anno da Rolling Stone.

## Storia
Come gran parte dell'album Tunnel of Love, la title track è stata registrata nello studio casalingo di Springsteen, chiamato Thrill Hill East, tra il gennaio e il maggio del 1987 con alcuni membri della E Street Band. In questa canzone, Springsteen ha suonato diversi strumenti ed è stato accompagnato dai sintetizzatori di Roy Bittan, dalla chitarra solista di Nils Lofgren e dalla batteria di Max Weinberg. La futura moglie del cantante, Patti Scialfa, ha eseguito i cori di sottofondo. La canzone è introdotta dal suono speciale di un ottovolante di Point Pleasant, in New Jersey.
Viene usata la figura della giostra impazzita come metafora del matrimonio. Il rapporto descritto nella canzone ha tre principi: il cantante, la moglie, e tutte le cose di cui questi hanno paura. Springsteen sente che il matrimonio dovrebbe essere semplice ("Man meets woman and they fall in love" - "Un uomo incontra una donna e i due si innamorano"), ma riconosce che lungo il percorso il tragitto può diventare difficile e imprevedibile. La canzone prende atto che è fin troppo facile per due individui perdersi a vicenda dentro il tunnel dell'amore.
La musica del brano riecheggia il contenuto del testo. La melodia è complessa e viene suonata da metà della E Street Band. Il crescente suono di chitarra di Nils Lofgren è stato rapportato alla coppia litigiosa, mentre le percussioni e il sintetizzatore forniscono il clima carnevalesco. Il brano si rivela uno dei più avventurosi e futuristi mai pubblicati da Springsteen, lontano anni luce dalle atmosfere che avevano caratterizzato la discografia passata del cantautore. Il ponte vocale della canzone prende in prestito la melodia utilizzata nel brano New Horizons dell'album Seventh Sojourn registrato dai Moody Blues nel 1972.
Il lato B originale del singolo, Two for the Road, è una breve canzone eseguita da Springsteen solista alla chitarra (acustica ed elettrica). Si tratta di un pezzo d'amore, nel cui testo il cantante fa dolcemente la corte a una ragazza conosciuta dopo un concerto.

## Video musicale
Come alcuni altri videoclip estratti dall'album Tunnel of Love, tra cui Brilliant Disguise, One Step Up e Tougher Than the Rest, il video di Tunnel of Love è stato diretto da Meiert Avis. Il clip è stato girato nei pressi di Asbury Park, con Springsteen che esegue la canzone all'interno di un vecchio palazzo abbandonato. Vengono inoltre mostrate immagini di un luna park e delle sue giostre, in linea con i versi della canzone.
È stato candidato come Video dell'anno per gli MTV Video Music Awards 1988, perdendo in favore di Need You Tonight degli INXS.

## Esibizioni dal vivo
Nonostante la sua natura introspettiva, la canzone è stata eseguita dal vivo diverse volte. È apparsa regolarmente durante il Tunnel of Love Express Tour nel 1988, ed è stata ripescata in alcune date del Magic Tour nel biennio 2007-08, mettendo in mostra il cantato di Patti Scialfa e il lavoro di chitarra di Nils Lofgren.

## Tracce
7" Single CBS 651295-7
1. Tunnel of Love – 5:12
2. Two for the Road – 1:58

12" Single CBS 651641-6
1. Tunnel of Love – 5:12
2. Santa Claus Is Coming to Town – 4:27
3. Two for the Road – 1:58

## Classifiche
| Classifica (1987/88)             | Posizione massima |
| -------------------------------- | ----------------- |
| Australia                        | 41                |
| Canada                           | 17                |
| Francia                          | 77                |
| Irlanda                          | 22                |
| Nuova Zelanda                    | 48                |
| Paesi Bassi                      | 39                |
| Regno Unito                      | 45                |
| Spagna                           | 24                |
| Stati Uniti                      | 9                 |
| Stati Uniti (mainstream rock)    | 1                 |
| Stati Uniti (adult contemporary) | 13                |